# Cremastus chrysobothridis
Cremastus chrysobothridis är en stekelart som beskrevs av Dasch 1979. Cremastus chrysobothridis ingår i släktet Cremastus och familjen brokparasitsteklar. Inga underarter finns listade i Catalogue of Life.